# Hedwig Brüchert
Hedwig Brüchert (* 15. Januar 1945 in Leitmeritz, Reichsgau Sudetenland) ist eine deutsche Historikerin an der Johannes Gutenberg-Universität in Mainz.
Hedwig Brüchert studierte von 1981 bis 1986 in Mainz Mittlere und Neuere Geschichte, Soziologie und Pädagogik mit dem Abschluss Magister Artium im Jahr 1987. Die Promotion zum Dr. phil. folgte 1993.
Seit 1995 arbeitete Brüchert als wissenschaftliche Mitarbeiterin bei Michael Matheus am Historischen Seminar der Johannes Gutenberg-Universität bzw. am Institut für Geschichtliche Landeskunde an der Universität Mainz. Ihre Forschungsschwerpunkte sind Städtische Sozialpolitik (spätes 19./frühes 20. Jahrhundert); Frauenarbeit im 19./20. Jahrhundert; Nationalsozialismus im Gebiet des heutigen Rheinland-Pfalz; Nachkriegszeit; Geschichte der Mainzer Juden im 20. Jahrhundert; Biographieforschung, Zwangsarbeit während des Zweiten Weltkriegs im Raum Mainz-Wiesbaden.
1983 war sie eine der Gründerinnen des Vereins für Sozialgeschichte Mainz e. V., der seither rund 30 Publikationen (die „Mainzer Geschichtsblätter“ und Sonderhefte) herausbrachte, die Hedwig Brüchert bis heute redaktionell mitbetreut. Darüber hinaus war sie aktiv an mehreren historischen Ausstellungen beteiligt, die der Verein im Auftrag der Stadt Mainz erarbeitete; ebenso an der Entwicklung der thematischen Stadtrundgänge und an der Organisation der Stolperstein-Verlegungen in Mainz.
1996 gründete sie gemeinsam mit anderen den Förderverein Stadthistorisches Museum Mainz e. V., der ab 2000 das Stadthistorische Museum Mainz aufbaute, dessen ehrenamtliche Leiterin sie bis 2015 war und in dem sie weiterhin aktiv ist. Seit Gründung ist sie außerdem ehrenamtliche Geschäftsführerin des Fördervereins.
Im Jahr 2013 initiierte Brüchert die Errichtung der Stiftung Stadthistorisches Museum Mainz und ist seitdem die Vorsitzende des Stiftungsvorstands. Seit vielen Jahren gehört sie außerdem dem Vorstand der Anni Eisler-Lehmann-Stiftung an. Im Jahr 2015 zählte sie zu den Gründerinnen der Stiftung Haus des Erinnerns – für Demokratie und Akzeptanz, die im April 2018 einen Gedenk- und Arbeitsort in der Flachsmarktstraße 36 eröffnen konnte.
Am 4. Dezember 2018 verlieh ihr Bundespräsident Frank-Walter Steinmeier das Bundesverdienstkreuz.

## Ehrungen
- Verdienstorden des Landes Rheinland-Pfalz[7]
- Mainzer Pfennig[7]
- Römisches Kaisermedaillon der Stadt Mainz[7]
- Bundesverdienstkreuz am Bande[8]

## Werke
- Rheinland-Pfälzerinnen, Frauen in Politik, Gesellschaft, Wirtschaft und Kultur in den Anfangsjahren des Landes Rheinland-Pfalz. Hedwig Brüchert (Hg. und Mitautorin), Veröffentlichungen der Kommission des Landtages für die Geschichte des Landes Rheinland-Pfalz, Band 23. v. Hase und Koehler Mainz, 2001, ISBN 978-3-7758-1394-5.